# Гетьман (квартет)
Чоловічий вокальний квартет «Гетьман» — український музичний колектив, створений у складі Ансамблю пісні і танцю Червонопрапорного київського військового округу (з 1991 року у складі Ансамблю пісні і танцю Збройних Сил України).
У творчому доробку колективу — записи до фільмів, для музичного фонду радіо України, три музичних альбоми.

## Склад
Склад квартету: 
- Петро Заєць — тенор,
- Генадій Кас'яненко — тенор,
- Андрій Кондратюк — баритон,
- Петро Максимович — бас,
- Олександр Тонконог — (баян-акордеон), концертмейстер.

Учасники колективу — високопрофесійні артисти з академічною музичною освітою: у різні роки закінчили Музичну академію м. Києва.

## Історія
Чоловічий вокальний квартет «Гетьман» було створено 1991 р., в рік отримання Україною незалежності.
Творчий шлях колективу розпочався в Ансамблі Збройних Сил України. З 1996 р. квартет «Гетьман» виступає як окремий музичний колектив.

## Нагороди та звання
За значний внесок у розвиток української музичної культури учасникам квартету у 2002 році були присвоєні почесні звання народних артистів України.
Членів колективу нагороджено багатьма урядовими та державними нагородами. Президент Росії В. Путін подарував артистам квартету іменні швейцарські годинники та тульський баян (кнопковий аккордеон), зроблений на замовлення[джерело?].
Квартет «Гетьман» — лауреат Міжнародної літературно-мистецької премії імені Г.Сковороди(2000).

## Гастрольна діяльність
Квартет «Гетьман» відомий в Україні та за її межами: є бажаним гостем у концертних залах та майданчиках України, брав участь в урядових концертах, державних культурних акціях міжнародного значення таких як Дні Культури України у Росії, Білорусі, Казахстані, Узбекистані, Болгарії, Португалії (Експо-98), Австрії (новорічний Бал у Кайзеровському Палаці), Швеції (Королівський Фестиваль). Гастрольна мапа квартету не обмежена європейським континентом. З великим успіхом колектив неодноразово виступав із сольними концертами у США, Канаді, Франції, Німеччині, Австрії, Голландії, Швеції, Норвегії, Португалії, Росії, Білорусі.
Квартет «Гетьман» — частий учасник та гість теле- та радіопрограм. У творчій спадщині колективу записи до фільмів, до музичного фонду радіо України, записи 4-х музичних альбомів.

## Репертуар
В репертуарі є арії з опер, камерні класичні твори. Майстерне володіння неповторним тембром свого, з великим діапазоном, голосу дає можливість злиття голосів квартету в єдине самобутнє багатоголосе співзвуччя та прекрасне виконання сольних творів.
Квартет «Гетьман» поновлює свій репертуар, в якому українські народні пісні, пісні народів світу, твори вітчизняних та зарубіжних авторів.  Численні шанувальники, глядачі та слухачі відвідують виступи та концерти квартету, про що свідчать рецензії в українській та закордонній пресі.

## Участь у конкурсах
19-24 травня 2019 року на запрошення бельгійських продюсерів квартет «Гетьман» брав участь у міжнародному фестивалі під назвою «Val Duchesse»: уперше Бельгійська Королівська сім'я та Бельгійський парламент відкрили широкий доступ населення до парку «Val Duchesse», у якому відбуваються найважливіші засідання Бельгійського уряду. У фестивалі брали участь всесвітньовідомі співаки: Барбара Хендрікс (США), Амаріль Грегуар (Бельгія), Ольга Пасічник (Польща), Хуберт Классен (Голландія), Хіроко Масакі (Японія), Гуй де Мей (Бельгія). На фестивалі відбулося 6 сольних виступів квартету «Гетьман» та гала-виступ, в якому взяли участь усі учасники фестивалю; виступи квартету відвідало понад 15 тис. глядачів.
Колектив брав участь у міжнародному фестивалі «Кролевецькі рушники» (Україна). 

## Дискографія
1. Альбом «Чоловічий Вокальний Квартет Гетьман» (2000)
- Label:JRC
- Catalog#:JRC 00261-2
- Format:CD, Album
- Country:Ukraine
- Released:2000
- Genre:Folk, World, & Country
- Style:Folk

Пісні:
1. Гетьман України
2. Запросини
3. Кленова Балада
4. Запорозький Козак
5. Танго Кохання
6. Єднаймося
7. Ой Яворе, Явороньку
8. Козацький Куліш
9. Ой Під Небом Під Небом
10. Золотий Жупан
11. Гей Ну-мо Хлопці (Гімн)
12. Будуємо Храм Любові

2. Альбом  Вишенька-черешенька (2007) . 
- Стиль: Ethno, Folk.
- Країна, місто: Україна, Київ
- Видавець: UKRmusic
- Номер за каталогом: UM-CD 088

MP3, 320 kbps
Пісні:
1. Вишенька-черешенька (3:17)
2. Моя рідня (3:19)
3. Медова нічка (3:37)
4. Козацька похідна (2:54)
5. Козацька слава (4:03)
6. Третя рота (3:17)
7. Нам є що захищати (3:23)
8. Наша Галя (2:39)
9. Танго кохання (3:56)
10. Усе на світі від любові (3:26)
11. Холостяки (3:04)
12. Кума (3:50)
13. За тих (3:56)
14. На коня (3:52)

Загальна тривалість звучання: 48:38

3. Альбом "Отаман" (2010)
- Видавець: UKRmusic
- Номер за каталогом: CD 004
- Рік видання: 2004

Пісні:
1. Отаман
2. Вишенька-черешенька
3. Наливай
4. Любо, братци, любо
5. Ти ждеш, Лізовєта
6. Моя рідня
7. Червона рута
8. Ой, до яру
9. Хороша-прєхороша
10. Розпрягайте, хлопці, коней
11. Свято вечорами
12. Ela Na Me Teleioseis
13. Бесаме мучо
14. Смуглянка
15. Заіграєт за рєчкой гармошка
16. Білявочка
17. Розгулявся козак
18. Степь Донская
19. Казакі єхалі
20. Козачка

Загальна тривалість звучання: 67:58
4. Альбом "Будьмо разом!" (2004)
- Видавець: UKRmusic
- Номер за каталогом: CD 004
- Рік видання: 2004

Пісні:
1. Будьмо
2. Щаслива сімейка
3. Червона рута
4. Їхав козак за Дунай
5. Сусідка
6. Маруся
7. Притча
8. Світи, світи, місяченьку
9. Край
10. Танго кохання
11. Кума
12. Туга
13. На коня
14. Земля - народу сила
15. Вітчизна

Загальна тривалість звучання: 51:25

## Відео
- Квартет "Гетьман" Nichka charivnycia
- Квартет "Гетьман" - На коня + Моя рідня + Наливай
- Квартет "Гетьман" - Отаман [Архівовано 22 вересня 2016 у Wayback Machine.]
- Квартет "Гетьман" - Вишенька-черешенька
- Квартет "Гетьман" - Ты ждешь, Лизавета
- Квартет "Гетьман" - Bessame Mucho
- Виступ квартету "Гетьман" на Міжнародному фестивалі "Кролевецькі рушники" [Архівовано 24 вересня 2016 у Wayback Machine.]